# Enmannsche Kaisergeschichte
Als Enmannsche Kaisergeschichte (EKG) (bisweilen einfach Kaisergeschichte oder Kaiserchronik genannt) wird ein nicht erhaltenes spätantikes Geschichtswerk bezeichnet, das auch nicht indirekt durch Fragmente und Testimonien überliefert oder belegt ist. Vielmehr lassen sich Existenz wie Entstehungszeit (etwa 337–357) lediglich aus inhaltlichen und stilistischen Indizien in anderen spätantiken Werken erschließen. Die absolut überwiegende Mehrheit der modernen Forschung bestreitet die Existenz des Werks allerdings nicht und geht davon aus, dass es den erhaltenen Schriften mehrerer Autoren als Vorlage diente.

## Enmanns Erkenntnisse
Der Name des Werks geht auf Alexander Enmann zurück, der 1884 die Untersuchung Eine verlorene Geschichte der römischen Kaiser und das Buch De viris illustribus urbis Romae veröffentlichte. Darin ging Enmann von der Beobachtung aus, dass zwischen den Werken der spätrömischen Geschichtsschreiber Aurelius Victor und Eutropius sowie (weniger stark ausgeprägt) der Historia Augusta und der Epitome de Caesaribus eine Vielzahl sprachlicher, vor allem aber inhaltlicher Übereinstimmungen besteht; dabei handelt es sich auch um Urteile und (teils grobe) sachliche Irrtümer. So schien beispielsweise Eutropius von Aurelius Victor kopiert zu werden, was aber nicht möglich sein konnte, da Eutropius nach Aurelius Victor schrieb. Andererseits bot Eutropius teils mehr Informationen als Victor und teilte nicht dessen Stil, Vokabular und Ansichten.
Enmann hat gezeigt, dass die Masse dieser Parallelen nicht durch Zufälle oder direkte Abhängigkeitsverhältnisse zwischen den Werken erklärt werden kann, sondern der Grund in einer gemeinsamen Quelle liegen muss, die nicht erhalten und nirgends ausdrücklich erwähnt ist und über deren Autor daher höchstens Vermutungen möglich sind. Dass dieses Werk, offenbar eine biographische Kaisergeschichte, nirgends explizit erwähnt wird, mag auf den ersten Blick verwundern, allerdings machten antike Autoren ohnehin nur selten Angaben zu ihren Quellen. Da in die Historia Augusta Material aus der EKG eingeflossen ist, nahm Enmann eine ältere, zur Zeit des Kaisers Diokletian entstandene Fassung der EKG und – da die Übereinstimmungen von Aurelius Victor und Eutrop auch die Folgezeit betreffen – eine jüngere Bearbeitung (bis zur Schlacht von Argentoratum 357) an. Dabei ging er von der damaligen (irrigen) Ansicht aus, dass ein Teil der Historia Augusta schon unter Diokletian entstanden ist.

## Nachfolgende Forschungen
Hermann Dessau veröffentlichte 1889 seine grundlegende Studie zur Historia Augusta, in der er plausibel darlegte, dass dieses Werk von wahrscheinlich nur einem einzigen Autor am Ende des 4. Jahrhunderts geschrieben wurde. Damit erübrigte sich Enmanns Annahme zweier zeitlich weit auseinanderliegender Bearbeitungen der EKG. Allgemein wird aufgrund von Übereinstimmungen in der Chronik des Hieronymus (wo die EKG ebenso Verwendung fand) und bei Eutropius angenommen, dass das Werk die Geschehnisse ab der Schlacht bei Actium (31 v. Chr.), die den Sieg des Octavian/Augustus im Bürgerkrieg und mithin den Beginn der römischen Kaiserzeit markiert hatte, darstellte. Die EKG reichte wohl bis 337 (Tod Konstantins des Großen) oder 357 (Schlacht von Argentoratum, so in neuerer Zeit vor allem Burgess) und ist vielleicht in den 50er Jahren des 4. Jahrhunderts publiziert worden.
Sicherlich ist die EKG vor 360/61 veröffentlicht worden, da Aurelius Victor sein Werk, in dem die EKG verwendet wurde, 361 abschloss. Dort, wo die Übereinstimmungen zwischen Aurelius Victor und Eutropius besonders stark auffällig sind und sich von der sonstigen historiographischen Tradition unterscheiden, ist die Rekonstruktion der EKG besonders plausibel.
Es gibt aber auch Passagen in den verschiedenen Quellen, wo die Rekonstruktion der EKG möglich, aber eben nur wahrscheinlich ist. So hat etwa 2005 Richard Burgess vermutet, dass drei Redaktionen der EKG existierten: eine bis 358 reichende sowie zwei weitere, die die Zeit bis 364 bzw. bis 378 umfassten, womit die EKG weiter reichte, als bislang angenommen wurde; ebenso sei die EKG nur Teil einer umfassenderen Geschichte Roms von den Anfängen an gewesen. Richard Burgess und andere Forscher nehmen an, dass auch Ammianus Marcellinus und Rufius Festus die EKG benutzt haben, oder dass ihnen zumindest auf indirektem Weg Material aus ihr zugänglich war. Burgess vermutet zudem, dass die tyranni (Usurpatoren) der Reichskrise des 3. Jahrhunderts besondere Beachtung gefunden haben. Als Autor identifizierte er Eusebius von Nantes, was aber fraglich bleiben muss. Eine Rekonstruktion der EKG über den von Aurelius Victor behandelten Zeitrahmen birgt jedenfalls methodische Probleme.
Der Autor der EKG war sehr wahrscheinlich kein Christ und stammte offensichtlich aus dem Westen des Reiches; bereits Alexander Enmann hatte aufgrund inhaltlicher Bezüge angenommen, dass der Verfasser Gallier war oder in Gallien gelebt hat. Das Werk selbst war in lateinischer Sprache und offenbar aus einer senatsfreundlichen Perspektive verfasst, wie schon Enmann betonte. In der Forschung wird oft angenommen, dass dem Autor der EKG die (ebenfalls verlorenen) Kaiserbiographien des Marius Maximus als eine wichtige Quelle gedient haben. Für die Zeit davor war die Hauptquelle offenbar Sueton.
Geht man von den Übereinstimmungen bei den Breviatoren aus, dann scheint die Kaisergeschichte relativ viele Details über innenpolitische Vorgänge vermittelt zu haben. Die EKG wird aber kaum allzu umfassend gewesen sein, wie mehrere Forscher betont haben. Ansonsten wären auch größere Abweichungen in der Darstellung der Breviatoren Aurelius Victor und Eutropius festzustellen. In jüngerer Zeit hat besonders Bruno Bleckmann den offenbar breviarienhaften Charakter des Werks betont. Wenngleich die Breviatoren freilich auch andere Quellen benutzt haben dürften, so stellt die EKG für die Kaiserzeit doch offenbar ihre Hauptquelle dar. Es scheint sich zudem um das einzige (bzw. populärste) lateinische Geschichtswerk gehandelt zu haben, das detaillierter auf das 3. Jahrhundert einging, was mit ein Grund für die ausgiebige Benutzung durch die oben genannten Autoren gewesen sein dürfte. Bleckmann glaubt hingegen, dass auch andere (heute verlorene) lateinische Geschichtswerke in der Zeit der Tetrarchie entstanden sind, auf die sich etwa Aurelius Victor zusätzlich stützte. Sicher ist, dass die EKG von mehreren lateinischen Autoren als wichtige Quelle herangezogen wurde.
Die Biographien in der EKG sind wahrscheinlich nach folgendem Muster aufgebaut gewesen: 1) Name und Herkunft des Kaisers, Bemerkungen zu seinem frühen Leben bis zur Thronbesteigung. 2) Kriege, die der Kaiser gegen äußere und innere Feinde geführt hat. 3) Innenpolitische Maßnahmen des Kaisers. 4) Tod des Kaisers: Umstände und Ort, Ehrungen, Regierungsdauer. In der biographischen Darstellungsform und der Gliederung nach Rubriken orientierte sich die Stoffsammlung erkennbar an dem suetonischen Muster. Inhaltlich lag der Schwerpunkt, soweit aus den rekonstruierbaren Passagen erkennbar, auf der Kaiserzeit ab Mark Aurel bis zum Beginn der Spätantike, während die früheren Kaiser knapper behandelt wurden. Das Werk bot nicht nur Material über die Kaiser, sondern auch über die Innen- und Außenpolitik. Auch die neuere Forschung betont, dass es aus einer pro-senatorischen Perspektive verfasst war. Vermutlich orientierte sich Eutropius für die Kaiserzeit ziemlich stark an dem Inhalt der EKG, während Aurelius Victor wohl eigene Wertungen hinzufügte.
Manche Forscher haben die Existenz der EKG bezweifelt, waren aber außerstande, eine bessere Erklärung für die Übereinstimmungen der spätantiken Geschichtswerke vorzubringen. Die Existenz der EKG wird heute von der großen Mehrheit der Forschung akzeptiert, wenngleich zahlreiche Fragen offen bzw. umstritten bleiben.
Eine von Bruno Bleckmann erstellte kommentierte Sammlung der möglichen Fragmente der EKG (im weitesten Sinne und als Basis für weitere Diskussionen) ist im Rahmen der Reihe Kleine und fragmentarische Historiker der Spätantike Ende 2022 publiziert worden.